# Łucki Narodowy Uniwersytet Techniczny
Łucki Narodowy Uniwersytet Techniczny (ukr. Луцький національний технічний університет, ЛНТУ) – ukraińska techniczna szkoła wyższa w Łucku. Kształcenie prowadzone jest w ponad 20 specjalnościach na 7 fakultetach. W 1966 został otwarty oddział fakultetu ogólnotechnicznego Kijowskiego Instytutu Samochodów i Dróg (ukr. відділення загальнотехнічного факультету Київського автомобільно-дорожнього інституту). 1 listopada 1968 oddział jest przekształcony w Łucki Wydział Ogólnotechniczny (ukr. Луцький загальнотехнічний факультет), który w lipcu 1971 został podporządkowany pod Lwowski Instytut Ogólny. We wrześniu 1975 roku uczelnia została reorganizowana w Łucką Filię Politechniki Lwowskiej (ukr. Луцький філіал Львівського політехнічного інституту). 1 kwietnia 1991 roku na bazie filii został utworzony Łucki Instytut Industrialny (ukr. Луцький індустріальний інститут). 24 grudnia 1997 roku uczelnia została reorganizowana w Łucki Państwowy Uniwersytet Techniczny (ukr. Луцький державний технічний університет). Dopiero 11 kwietnia 2008 otrzymał obecną nazwę.